# Thái Bình, Tuyên Quang
Thái Bình là một xã thuộc tỉnh Tuyên Quang, Việt Nam.
Xã có diện tích 27,1 km², dân số năm 1999 là 4179 người, mật độ dân số đạt 154 người/km².